# Marina Wilke
Marina Wilke (Berlijn, 28 februari 1958) is een voormalig Oost-Duitse stuurvrouw bij het roeien. Ze maakte haar debuut op de Wereldkampioenschappen roeien 1975 met het winnen van een gouden medaille als stuurvrouw van de acht. Een jaar later maakte Wilke haar olympische debuut tijdens de Olympische Zomerspelen 1976 en behaalde ze als stuurvrouw van de acht de olympische titel. Op de Wereldkampioenschappen roeien 1977 won ze als stuurvrouw de wereldtitel in de vier-met-stuurman. Na twee zilveren medailles in de acht tijdens de Wereldkampioenschappen roeien 1978 en 1979, won Wilke wederom de olympische titel in de acht tijdens de Olympische Zomerspelen 1980.
Samen met de eveneens tweevoudig olympisch kampioen roeien Harald Jährling kreeg Wilke een zoon, Robert Jährling. Hij nam namens Australië driemaal deel aan de Olympische Spelen en won een zilveren medaille in de acht.

## Resultaten

### Olympische Zomerspelen
| Jaar | Plaats   | Resultaten |
| ---- | -------- | ---------- |
| 1976 | Montreal | in de acht |
| 1980 | Moskou   | in de acht |

### Wereldkampioenschappen roeien
| Jaar | Plaats     | Resultaten                |
| ---- | ---------- | ------------------------- |
| 1975 | Nottingham | in de acht                |
| 1977 | Amsterdam  | in de vier-met-stuurvrouw |
| 1978 | Cambridge  | in de acht                |
| 1979 | Bled       | in de acht                |

1976: Goretzki & Knetsch & Richter & Ahrenholz & Kallies & Ebert & Lehmann & Müller & Wilke ·
1980: Boesler & Neisser & Köpke & Schütz & Kühn & Richter & Sandig & Metze & Wilke ·
1984: O'Steen & Metcalf & Bower & Graves & Flanagan & Norelius & Thorsness & Keeler & Beard ·
1988: Strauch & Zeidler & Haacker & Wild & Kluge & Schröer & Balthasar & Stange & Neunast ·
1992: Barnes & Taylor & Delehanty & Crawford & McBean & Worthington & Monroe & Heddle & Thompson ·
1996: Tănase & Cochelea & Gafencu & Spîrcu & Olteanu & Lipă & Popescu & Ignat & Georgescu ·
2000: Damian & Susanu & Olteanu & Cochelea & Dumitrache & Lipă & Gafencu & Ignat & Georgescu ·
2004: Florea & Susanu & Bărăscu & Papuc & Gafencu & Lipă & Damian & Ignat & Georgescu ·
2008: Cafaro & Cummins & Davies & Francia & Goodale & Lind & Logan & Shoop & Whipple ·
2012: Cafaro & Francia & Lofgren & Ritzel, Musnicki & Logan & Lind, Davies & Whipple ·
2016: Elmore & Gobbo & Logan & Musnicki, Polk & Regan & Schmetterling & Simmonds & Snyder ·
2020: Roman & Gruchalla-Wesierski & Roper & Proske & Grainger & Mailey & Payne & Wasteneys & Kit ·
2024: Rusu & Anghel & Bodnar & Lehaci & Adam & Bereș & Vrînceanu & Radiș & Petreanu